# 안범준 고택
안범준 고택은 대한민국 경상남도 의령군 부림면에 있다.
대지 내에 안채와 사랑채, 문간채가 주축선상에서 안마당과 사랑마당을 가운데 두고 전후 3열의 三자형으로 배치되었으며, 안마당 우측에 곳간채가 모로 자리 잡고 있다.
안마당을 중심으로 경리시설을 집약 배치한 근대기 남부지방 부농주택의 일반적인 배치방식을 따르고 있는데 전반적인 배치 및 외부공간 구성면에서 볼 때 남여 생활공간의 구분이 미약하고 마당구성 및 동선처리에 두드러지는 특징은 없다. 사랑채 마루의 충량에 ‘歲在丙辰...’이란 쓴 묵서명으로 보아 1916년 4월에 상량한 건물임을 알 수 있다.